# Laura Carreira
Laura Carreira (Porto, 1994) é uma premiada realizadora portuguesa que reside na Escócia. 

## Biografia
Laura Carreira nasceu em 1994, na cidade do Porto. 
Estudou em Lisboa, na Escola de Artes António Arroio, onde fez o curso de Comunicação Audiovisual. De seguida foi estudar na Universidade de Edimburgo, onde obteve a licenciatura em realização. 

## Prémios e reconhecimento
A revista internacional de cinema Sight & Sound, considerou a curta metragem Red Hill, uma das setes melhores da edição de 2019 do Festival Internacional de Clermont-Ferrand. Com este filme, ganhou o New Visions Award, no 73º Festival Internacional de Cinema de Edimburgo, e foi nomeada para os BIFA Awards e os BAFTA Scotland Awards. 
Com a sua primeira longa-metragem On Falling, partilha em 2024, com o realizador Pedro Martín-Calero, o prémio Melhor Realização, a Concha de Prata, na 72ª edição do Festival de San Sebastián.  É também com este filme que no mesmo ano, recebe um dos principais prémios atribuídos no BFI London Film, o Sutherland Award para Melhor Primeira Obra. 

## Filmografia
Realizou os filmes: 
- 2018 –  RED HILL, curta-metragem

- 2020 - The Shift, curta-metragem [7]
- 2024 -  On Falling, longa-metragem [3]

## Ligações Externas
- San Sebastian Film Festival | Entrevista a Laura Carreira  sobre o seu filme: ''On Falling(2024)
- San Sebastian Film Festival | Film Talk Nest: conversa com Laura Carreira (2024)